# Dioscore homoeotes
Dioscore homoeotes är en fjärilsart som beskrevs av Louis Beethoven Prout 1911. Dioscore homoeotes ingår i släktet Dioscore och familjen mätare. Inga underarter finns listade i Catalogue of Life.